# Vegetação de Nauru

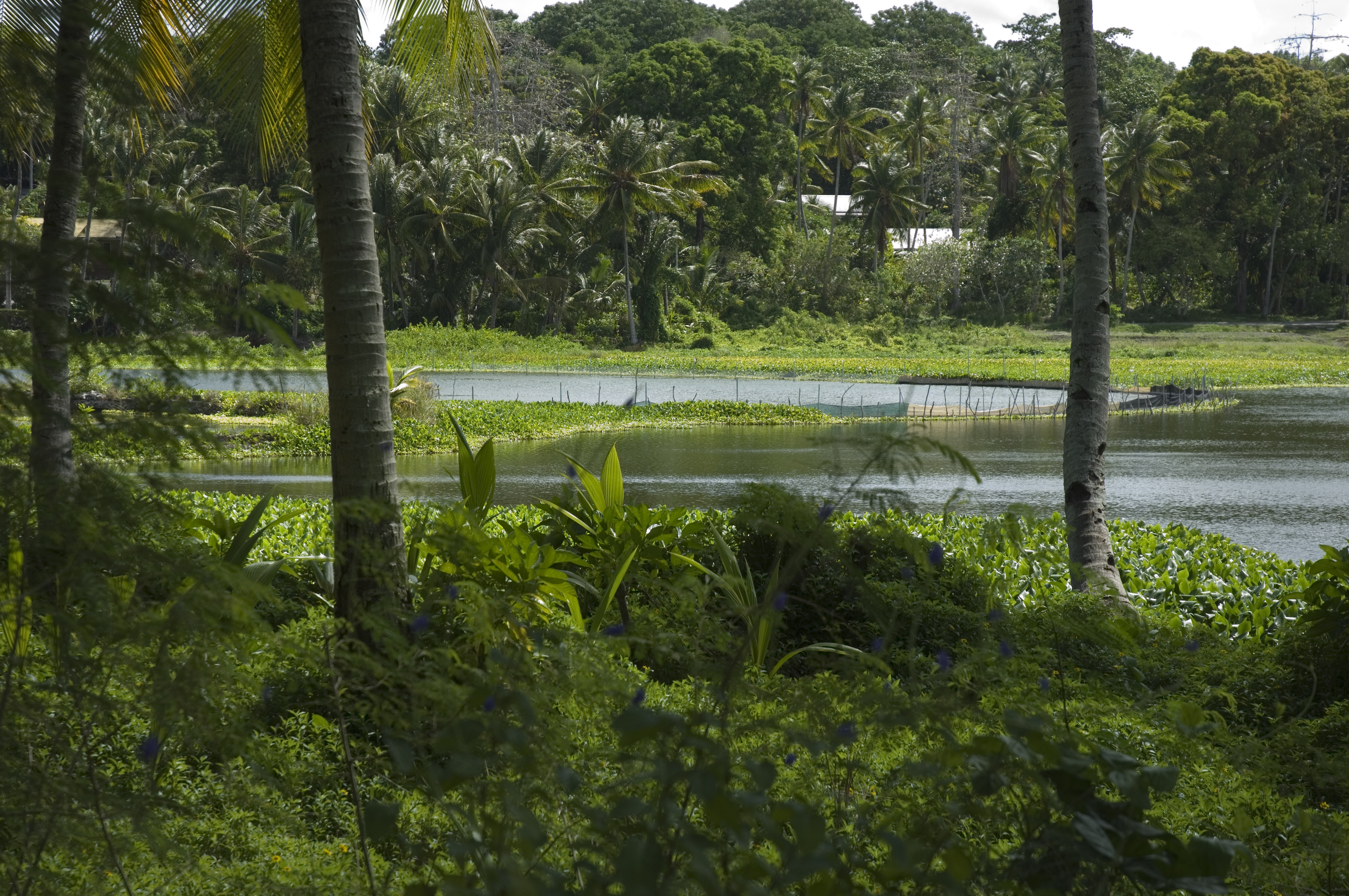
Vegetação ao redor da Laguna Buada.

A vegetação tropical é frequente sobre o litoral e ao redor da Laguna Buada, mas, relativamente, ausente no centro da ilha em consequência da exploração mineral.
Há algumas espécies endêmicas em Nauru, cuja sobrevivência está comprometida pela destruição de seu habitat natural por parte da exploração mineral, a contaminação e pela introdução de espécies invasoras (cão, gato, galinha, rato polinésio, etc).
O meio ambiente marinho (em particular o cinturão de coral que rodeia a ilha) foi degradado pelas empresas vinculadas à exploração de fosfato de à urbanização.